# Пирсия изящная
Пи́рсия изя́щная (лат. Pearcea gracilis) — вид цветковых растений рода Пирсия (Pearcea) семейства Геснериевые (Gesneriaceae). 

## Описание
Стебель высотой около 120 см. Листья ланцетные, почти цельно крайние, покрыты волосками. Длина листа 4—10 см и ширина — 1—2,5 см. Соцветия состоят из 2—4 цветков, редко до 7. Цветоносы длиннее, чем цветоножки. Венчик голый, трубчато-воронковидный.

## Распространение
Эндемик Эквадора. Обитает в тропических и субтропических влажных горных лесах на высоте от 1500 до 2000 над уровнем моря.